# Parco nazionale Bieszczady
Il parco nazionale Bieszczady (in polacco: Bieszczadzki Park Narodowy) è il terzo per estensione parco nazionale della Polonia; è situato nel voivodato della Precarpazia, nell'estremo angolo sud-orientale della nazione, al confine con Slovacchia e Ucraina.
Fu creato nel 1973; all'epoca copriva solamente 59,55 km², ma negli anni si è ingrandito quattro volte. Gli ultimi ampliamenti sono avvenuti nel 1996, quando il parco ha incorporato gli ex villaggi di Bukowiec, Beniowa e Carynskiee, e nel 1999 con l'aggiunta di Dzwiniacz, Tarnawa e Sokoliki.
Occupa un'area di 292,02 km², coprendo le più alte cime della parte polacca dei monti Bieszczady. Nel 1992 il parco e le aree circostanti sono divenute parte della riserva della biosfera dei Carpazi Orientali, patrimonio dell'UNESCO, che ha un'estensione di 2.132,11 km² e che comprende anche aree in Slovacchia e Ucraina.
Le foreste coprono circa l'80% del parco nazionale; i boschi non sono sfruttati dall'uomo, e alcuni sono probabilmente incontaminati. Il picco più alto è il monte Tarnica (1346 metri s.l.m.). La fauna è abbondante e include diverse specie in pericolo di estinzione. Vi sono orsi, lupi, cinghiali, castori, linci, cervi e bisonti europei (circa 100 di questi vivono sui monti Bieszczady). Il parco è abitato anche dalla popolazione più numerosa in Polonia di serpenti di Esculapio. Si possono osservare molte specie interessanti di uccelli, tra cui aquile e gufi. 

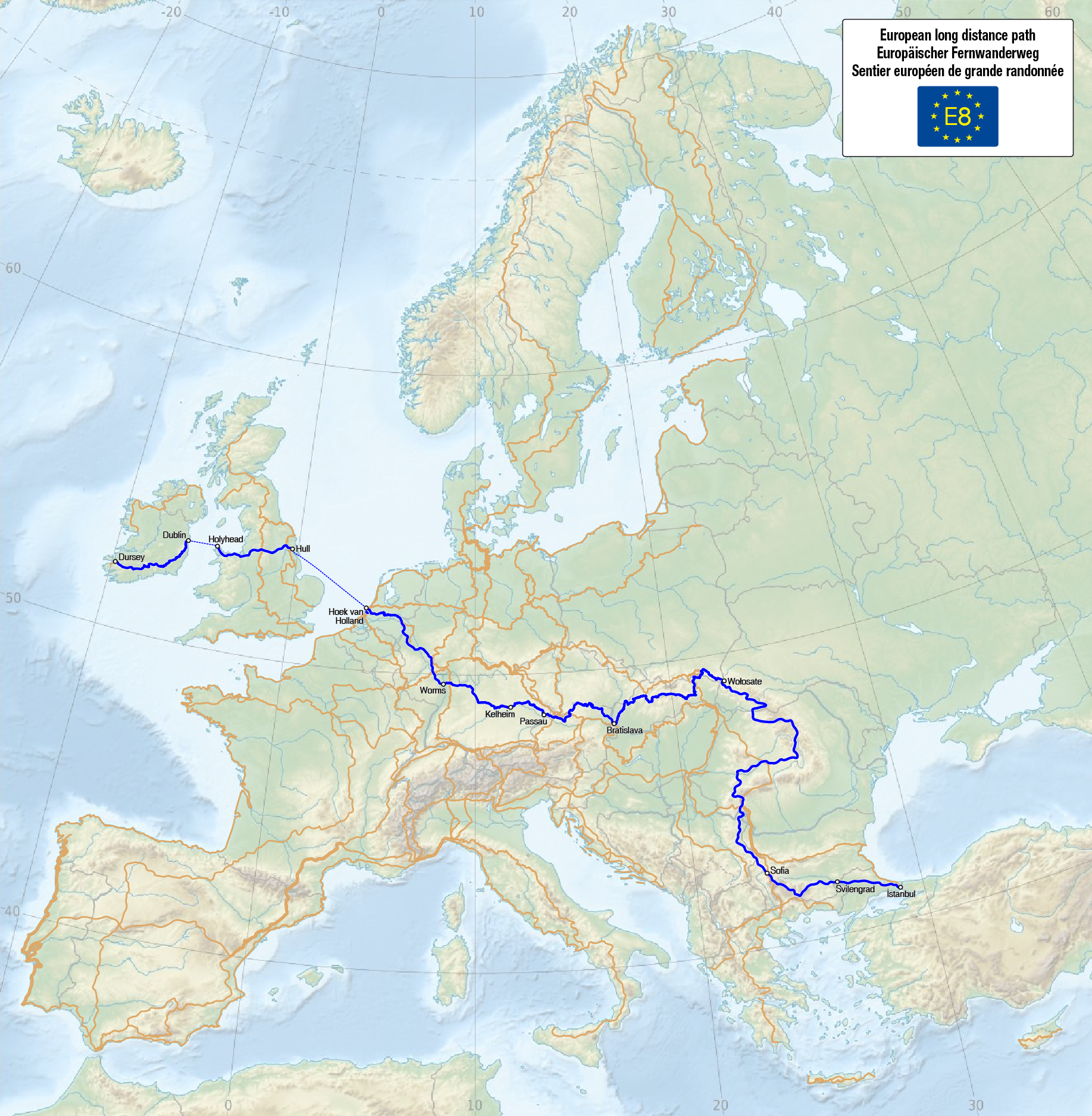
Il sentiero europeo E8

L'area coperta dal parco è popolata in maniera sparsa (meno di una persona per chilometro quadrato), perciò gli animali vagano indisturbati. La regione è molto popolare fra i turisti, anche se nella zona non vi sono strutture ricettive. Circa il 70% della superficie è trattata come zona protetta, il che significa che non è possibile utilizzarne i sentieri. I gestori del parco promuovono però passeggiate organizzate.

## Sentieri
- Sentiero europeo E8
  - Prešov - Miháľov - Kurimka - Dukla - Iwonicz-Zdrój – Rymanów-Zdrój - Puławy – Tokarnia (778 m) – Kamień (717 m) – Komańcza - Cisna - Ustrzyki Górne - Tarnica - Wołosate.